# Rio Pato Branco
Rio Pato Branco är ett vattendrag i Brasilien.   Det ligger i delstaten Paraná, i den södra delen av landet, 1 300 km söder om huvudstaden Brasília.
Omgivningarna runt Rio Pato Branco är en mosaik av jordbruksmark och naturlig växtlighet. Runt Rio Pato Branco är det ganska tätbefolkat, med 86 invånare per kvadratkilometer.